# ميكي سوجيموتو
ميكي سوجيموتو (باليابانية: 杉本美樹) هي عارضة وممثلة يابانية، ولدت في 28 يناير 1953 في اليابان. بدأت مشوارها المهني سنة 1971.

## وصلات خارجية
- ميكي سوجيموتو على موقع IMDb (الإنجليزية)
- ميكي سوجيموتو على موقع روتن توميتوز (الإنجليزية)
- ميكي سوجيموتو على موقع ألو سيني (الفرنسية)
- ميكي سوجيموتو على موقع ميوزك برينز (الإنجليزية)
- ميكي سوجيموتو على موقع أول موفي (الإنجليزية)
- ميكي سوجيموتو على موقع قاعدة بيانات الفيلم (الإنجليزية)
- ميكي سوجيموتو على موقع كينوبويسك (الروسية)